# Norocul Irlandezului (film din 2001)
Norocul Irlandezului (The Luck of the Irish) este un Film Original Disney Channel, din anul 2001. Premiera originală a avut loc pe data de 9 martie 2001, în Statele Unite. În România, filmul a avut premiera pe 20 martie 2010.

## Rezumat
Kyle Johnson (Ryan Merriman) este un jucător de baschet popular, în echipa de juniori a liceului, căruia nu i s-a povestit niciodată despre originile sale. Acesta este considerat de prietenul său, Russell Halloway (Glenndon Chatman) ca fiind foarte norocos, găsind adesea bani pe stradă, nimerind fiecare aruncare la baschet și ghicind toate răspunsurile corecte la un examen școlar. 
Într-o zi, Kyle vizitează un carnaval irlandez, unde descoperă că nu se poate opri din a dansa step. La un moment dat, se lovește de un negustor de la carnaval, iar când se întoarce, constată că se simte diferit. A doua zi, Kyle are parte de cea mai ghinionistă zi din viața lui. 
În ziua următoare, mama lui începe să se comporte ca o irlandeză, iar în timpul orei de știință, Kyle realizează că moneda lui norocoasă a fost furată și înlocuită cu un fals. 
Lucruri stranii încep să i se întâmple lui Kyle: părul lui devine roșcat, urechile devin ascuțite și începe să scadă în înălțime. Adevărul i se dezvăluie, până la urmă: cei din familia mamei lui sunt spiriduși. Kyle este doar pe jumătate spiriduș, tatăl lui provenind din Cleveland, Ohio. De asemenea, află că moneda lui aparținea clanului O'Reilly, fiind aducătoare de noroc. Aflată în posesia celui mai tânăr membru al familiei, moneda le permite tuturor membrilor să treacă neobservați, ca ființe umane. Dar cum moneda este furată, familiei i se diminuează norocul și revine la forma ei adevărată.
Kyle află, de asemenea, că are un bunic de 200 de ani, care a fost într-o continuă ceartă cu mama lui. Cu ajutorul familiei și a prietenilor, Kyle reușește să îl înfrângă pe Seamus, un spiriduș rău, care a furat moneda norocoasă. Astfel, Kyle învață că trecutul nu este întotdeauna la fel de important ca prezentul, dar face parte din tine.

## Distribuția
- Ryan Merriman - Kyle Johnson
- Henry Gibson - Reilly O'Reilly
- Alexis Lopez  - Bonnie Lopez
- Glenndon Chatman - Russell Halloway
- Marita Geraghty - Kate O'Reilly Johnson/Kate Smith
- Paul Kiernan - Bob Johnson/Robert Smith
- Timothy Omundson - Seamus McTiernan
- Duane Stephens - Patrick
- Charles Halford - McDermot
- Chelsea Chaney - Extra